# Tobera (cocina palentina)
La tobera es un estofado (es una especie de caldereta elaborada con carne de caballo) elaborado en la cocina palentina, popular concretamente en Villarramiel (Palencia). Se elabora y se prepara en la tradicional fuente de barro junto con cebollas, pimentón y hojas de laurel. Se suele servir junto con un porrón de vino (peseto). Es un plato que se sirve el día 24 de agosto en la celebración del apóstol San Bartolomé en Villarramiel  